# Fritz Dietrich
Pour les articles homonymes, voir Dietrich.

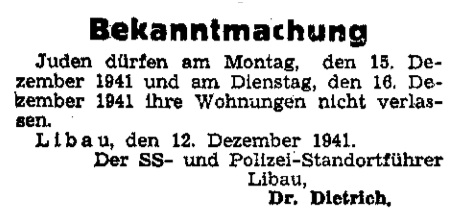
Annonce de la police nazie signée par Fritz Dietrich donnant l'ordre aux Juifs de Liepāja de rester chez eux les 15 et 16 décembre 1941 (mesure préparatoire à leur assassinat.)

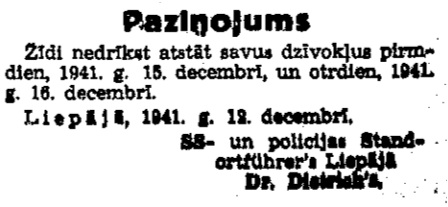
L'annonce en langue lettone.

Fritz Dietrich (6 août 1898 - 22 octobre 1948) est un officier SS allemand et membre du parti nazi, responsable de massacres en Lettonie. Il meurt pendu, condamné pour crimes de guerre.

## Carrière
Son nom est également cité comme Emil Diedrich. Il était titulaire d'un doctorat en chimie et physique,.
En 1941, Dietrich a le grade d'obersturmbannführer. De septembre 1941 à novembre 1943, il est chef de la police à Liepāja (Libau en allemand), en Lettonie. Les unités de police placées sous son commandement perpètrent plusieurs massacres de civils à Liepāja, les victimes sont pour la plupart d'origine juive. Le plus important des massacres de Liepāja dure trois jours, du lundi 15 décembre au mercredi 17 décembre 1941. Le 13 décembre, le journal Kurzemes Vārds publie un ordre de Dietrich exigeant que tous les juifs de la ville restent chez eux les 15 et 16 décembre 1941, facilitant ainsi l'organisation des opérations de mise à mort.

## Procès pour crimes de guerre
Après la Seconde Guerre mondiale, il est jugé, reconnu coupable et condamné à mort pour crimes de guerre, mais pas pour ses actes en Lettonie. Dietrich a ordonné de tuer sept prisonniers de guerre alliés ayant dû sauter de leur avion en parachute. En 1948, il est pendu à la prison de Landsberg. Le procès de Dietrich et d'autres fait partie de ce qui est depuis connu sous le nom de procès de Dachau.